# Ривальба
Ривальба (італ. Rivalba, п'єм. Rivalba) — муніципалітет в Італії, у регіоні П'ємонт,  метрополійне місто Турин.
Ривальба розташована на відстані близько 520 км на північний захід від Рима, 16 км на схід від Турина.
Населення — 1157 осіб (2014).
Щорічний фестиваль відбувається першої неділі серпня. Покровитель — Sant'Amanzio.

## Демографія
Населення за роками:

Станом на 1 січня 2023 року в муніципалітеті офіційно проживало 56 іноземців з 13 країн, серед них 17 громадян країн Євросоюзу та 2 громадяни України.

## Сусідні муніципалітети
- Казальборгоне
- Кастаньєто-По
- Чинцано
- Гассіно-Торинезе
- Сан-Раффаеле-Чимена
- Шьольце